# Simon Lilly

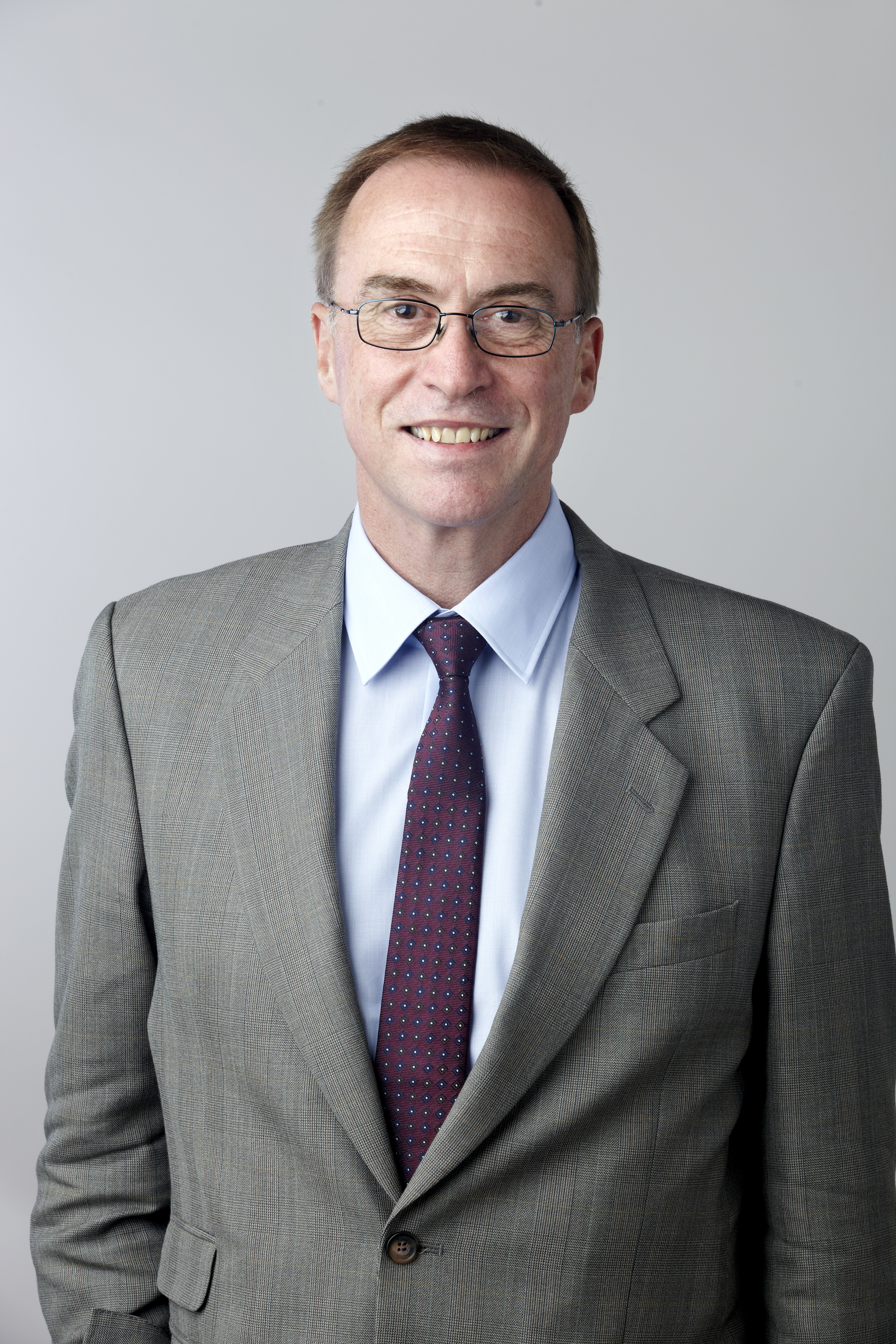
Simon Lilly (2014)

Simon John Lilly FRS (* 1. Januar 1959 in London) ist ein britisch-kanadischer Astrophysiker.
Lilly wurde 1984 an der University of Edinburgh bei Malcolm Longair mit einer Arbeit über Radiogalaxien promoviert. Von 1990 bis 2000 war er Professor an der University of Toronto. Danach war er Generaldirektor des Herzberg Institute of Astrophysics, im Jahr 2002 wurde er an die ETH Zürich berufen, wo er von 2015 bis 2017 Dekan des Departements Physik war. Im Jahr 2024 wurde er emeritiert.
2014 wurde Lilly Fellow der Royal Society, 2017 wurde er mit der Herschel-Medaille der Royal Astronomical Society ausgezeichnet. 
Er ist mit der italienischen Astrophysikerin Marcella Carollo verheiratet.